# Amblypneustes formosus
Amblypneustes formosus is een zee-egel uit de familie Temnopleuridae.
De wetenschappelijke naam van de soort werd in 1846 gepubliceerd door Achille Valenciennes.